# Kaleidoskope (ràdio)
Kaleidoscope era un programa sobre art de BBC Radio 4 que es va emetre durant 25 anys des de 1973. Va acabar amb els principals canvis d'horari a l'abril de 1998, quan va ser substituït per Front Row.

## Història
Quan es va posar en marxa originàriament el 2 d'abril de 1973, com a part de la reorganització dels horaris de Radio 4 sota el controlador de la xarxa Tony Whitby, pretenia ser una revisió nocturna de les novetats en teatre, llibres, cinema, pintura, arquitectura i avançament científic, però el programa havia deixat la cobertura científica a principis de maig de 1974.

### En els horaris
Kaleidoscope comença a emetre entre les 22.30 i les 23.00 cada nit de la setmana (permetia incloure ressenyes en directe de les primeres nits). Els primers presentadors foren alternativament Kenneth Robinson i Brian J. Ford. El programa es va desenvolupar en diferents franges horàries, entre les quals hi havia la mitjanit del vespre, fins a les 22:00, i a mitja tarda (aquesta última va començar com a repetició de l'edició de la nit anterior). Al final de la seva emissió, el 3 d'abril de 1998, es va emetre entre les 16:05 i les 16:45 cada setmana a la tarda, amb una repetició revisada de 30 minuts a les 21:30.
Fins al 3 de maig de 1980 l'edició addicional del dissabte a les 17.00 (22.15 des del 29 de setembre de 1979), reemitia els punts destacats de la setmana i, després d'un descans de més de deu anys, el programa va tornar als dissabtes des del començament del 1991 (inicialment a les 20.45, després a les 19:20 del 14 de setembre), però amb la diferència que cada edició era ara un "especial" dedicat a un sol tema.

## Presentadors
Entre els presentadors hi havia:
- Paul Allen
- Michael Billington
- Quentin Cooper
- Ronald Harwood
- Waldemar Januszczak
- Tim Marlow
- Sheridan Morley
- Michael Oliver
- Nigel Rees
- Robert Dawson Scott
- Brian Sibley
- Paul Vaughan
- Lynne Walker
- Natalie Wheen